# Klusenkapelle St. Ägidius

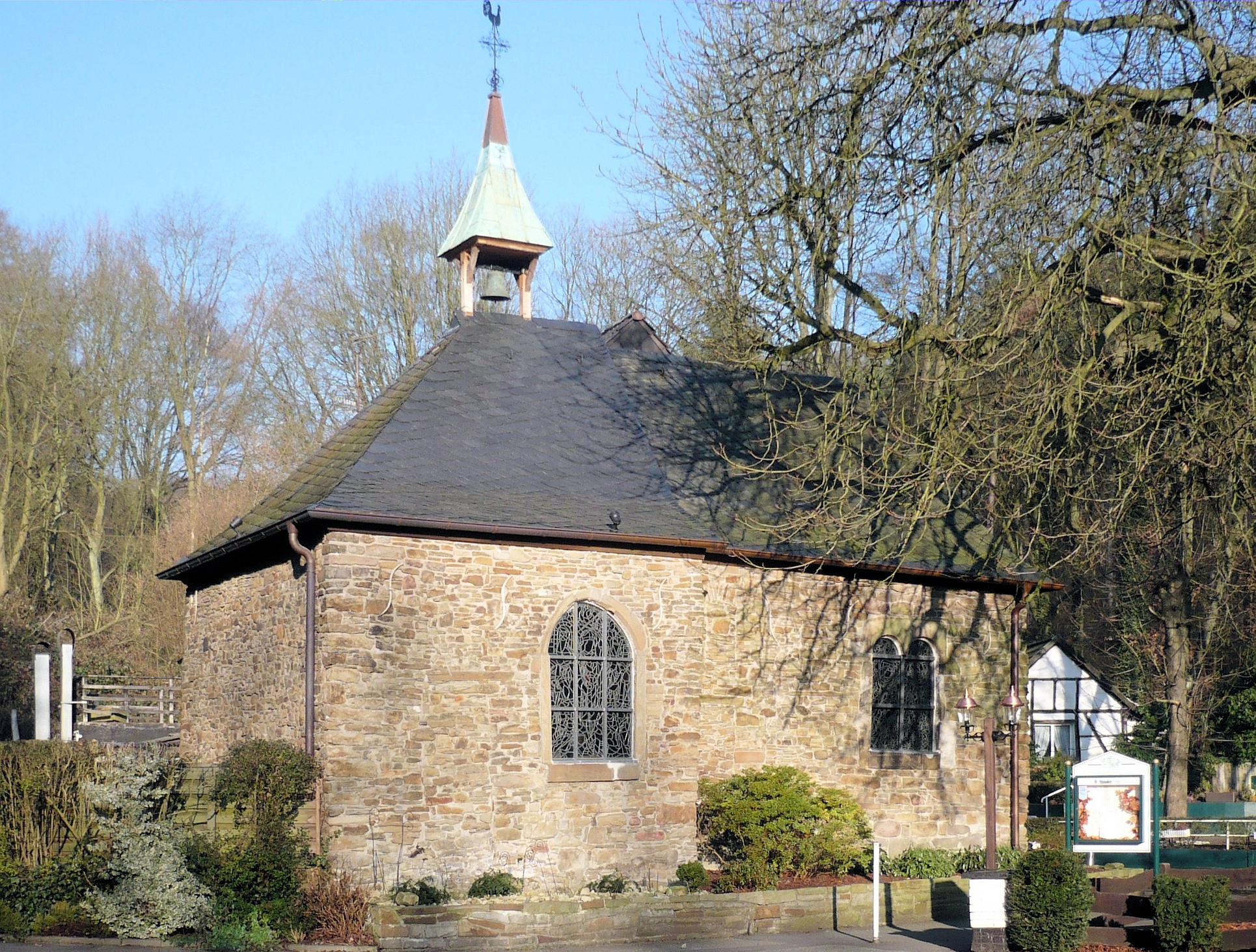
Klusenkapelle St. Ägidius

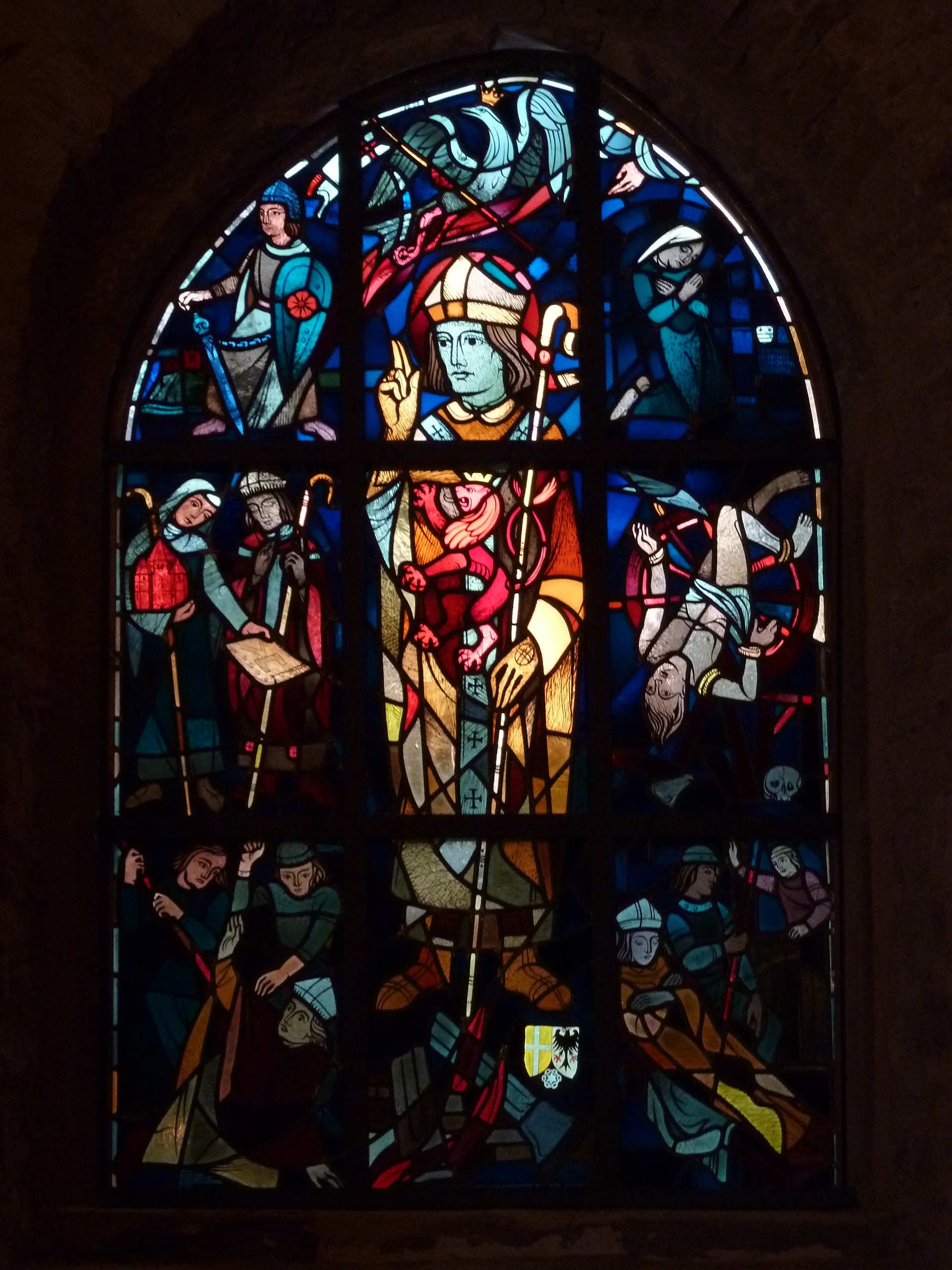
Fenster mit der Geschichte von Engelbert I. von Köln

Die Klusenkapelle St. Ägidius ist ein kleines Kirchengebäude im Essener Stadtteil Bredeney. Der Namenspatron der Kapelle ist Ägidius. Zum Gebäudeensemble zählen der Kotten Klusemann und weitere Gebäude.

## Geschichte
Die Kapelle wurde vermutlich vor 1300 errichtet. Die erste urkundliche Erwähnung aus dem Jahre 1359 bekundet, dass an der Kapelle ein Priester tätig war. Man vermutet, dass die Gründung der Kluse auf eine Frau zurückgeht. Sie soll an Lepra erkrankt gewesen sein und sich daher diesen abgeschiedenen Aufenthaltsort ausgesucht haben. Dafür spricht auch, dass die Kluse seit sehr früher Zeit immer unter dem Patronat des heiligen Ägidius stand, der einer von 14 Nothelfern und selbst Klausner war und als Schutzpatron gegen ansteckende Krankheiten galt.
Die Kapelle wurde aus gebrochenem Ruhrsandstein gemauert. Das Dach ist mit Schiefer gedeckt und von einem Dachreiter bekrönt. Die Südwand wird durch zwei gotische Farbglasfenster gegliedert. Auf einem werden der 1225 ermordete Engelbert I. von Köln und sein aufs Rad gebundener Mörder dargestellt, auf dem anderen sind der heilige Ägidius und die 14 Nothelfer abgebildet. Auf dem großen Altarbild wird die Aufnahme der Maria in den Himmel dargestellt.
Zwischen 1674 und 1773 betreuten Jesuiten die Kapelle. 1776 wurde Aloys Brockhoff, der Offizial des Stiftes Essen, zum Rektor des Gotteshauses ernannt, wobei ihm zu dieser Zeit die Renovierung der alten Kapelle zu verdanken ist. Er hatte zudem vor dem Altar Gräber entdeckt, die möglicherweise die der Gründerin und ihres geistlichen Betreuers oder ihrer Mitschwester sind. Das Offizium an der Kluse behielt Brockhoff bis zu seinem Tod. Danach ging es an die Pfarre Kettwig mit der ausdrücklichen Bedingung, dass die Einkünfte zum Kirchbau in Kettwig verwendet werden sollten. Zur Errichtung der Pfarre Bredeney am 22. November 1892 kam die Kluse kirchlich zu Bredeney.
Das Gebäude der Kapelle wurde 1985 in die Liste von Denkmälern der Stadt Essen aufgenommen und im Jahr 2008 grundlegend saniert.

### Kotten
Seit jeher gehörte ein etwa 30 Morgen großer Grundbesitz  in den Gemeinden Bredeney und Heide zur Kluse. Das Fachwerkhaus, kurz Klusenkotten genannt, wurde 1785 erbaut, wie der Türspruch bezeugt. Der Neubau erfolgte unter der Auflage, darin auch für den Geistlichen der Kapelle ein Zimmer einzurichten.
JOHANNES LUDGERUS KLUSEMANN
ANNAMARIA WILNAMINA WEILECUS
ALS EHELÜTE HABEN DIESES HAUS
LASSEN BAUEN IN GOTTES HAND
MDCCLXXX5
Im Jahre 1857 ging der Besitz durch Ablösung aller fiskalischen Lasten an den bisherigen Pächter Johann Klusemann über. Seit 1922 wurde hier ein Kaffeerestaurant als Ausflugsgaststätte betrieben, seit 1964 ein Vollrestaurant.
Der Klusenkotten brannte in der Nacht zum 27. Oktober 2009 vollständig aus. Im August 2011 wurde er unter Denkmalschutz stehend neu eröffnet.